# Modliborzyce

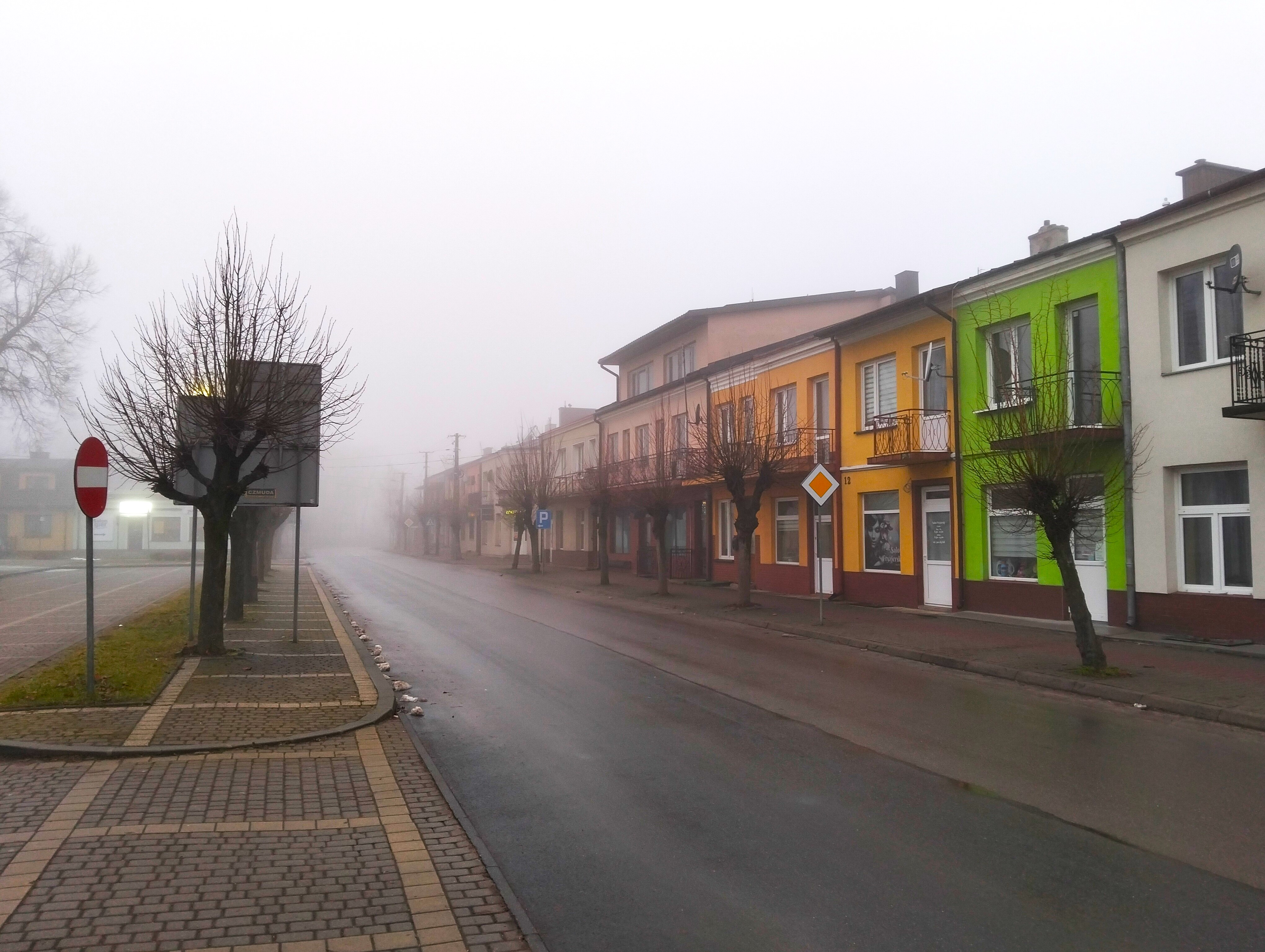
Wschodnia pierzeja Rynku

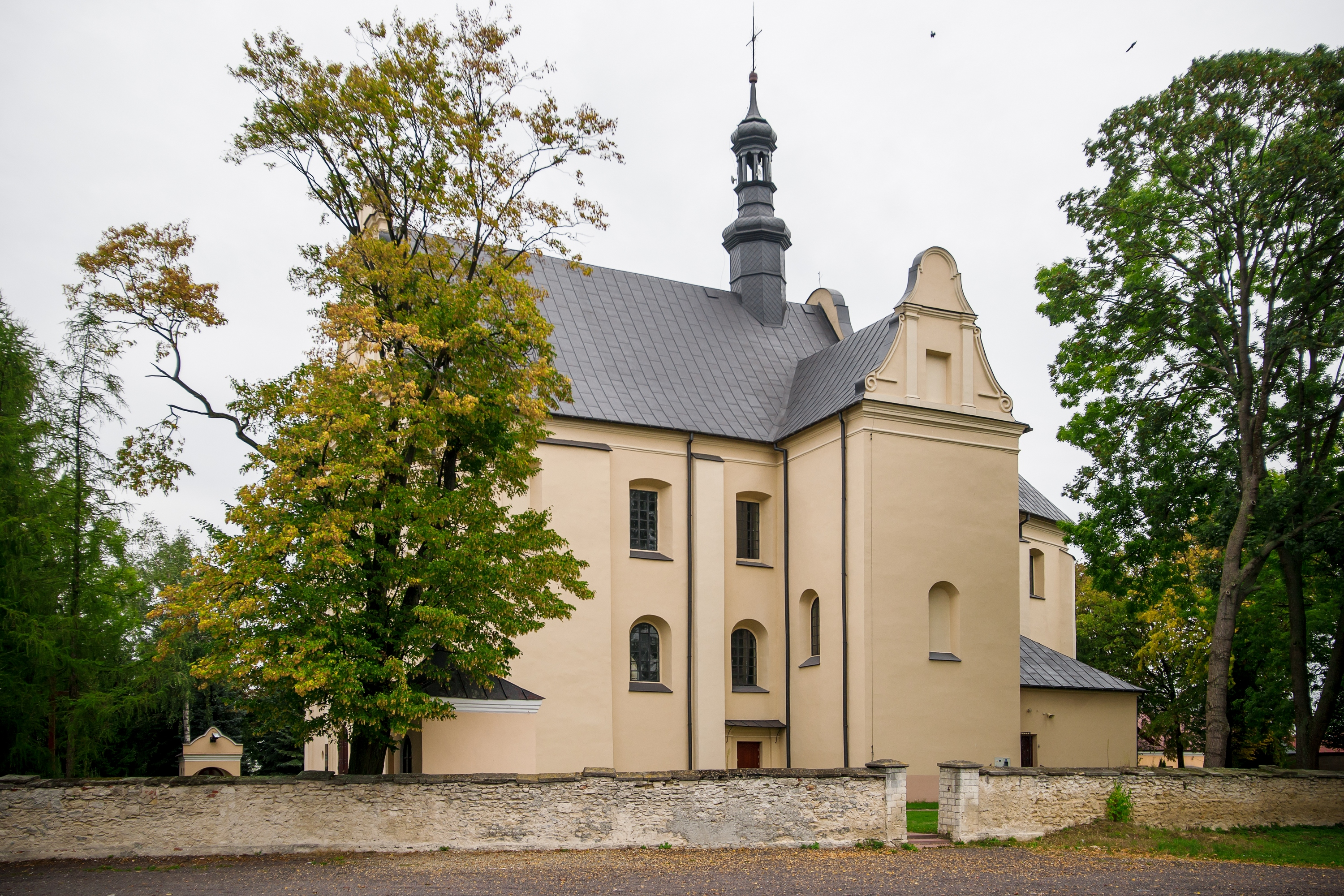
Kościół parafialny św. Stanisława Biskupa i Męczennika

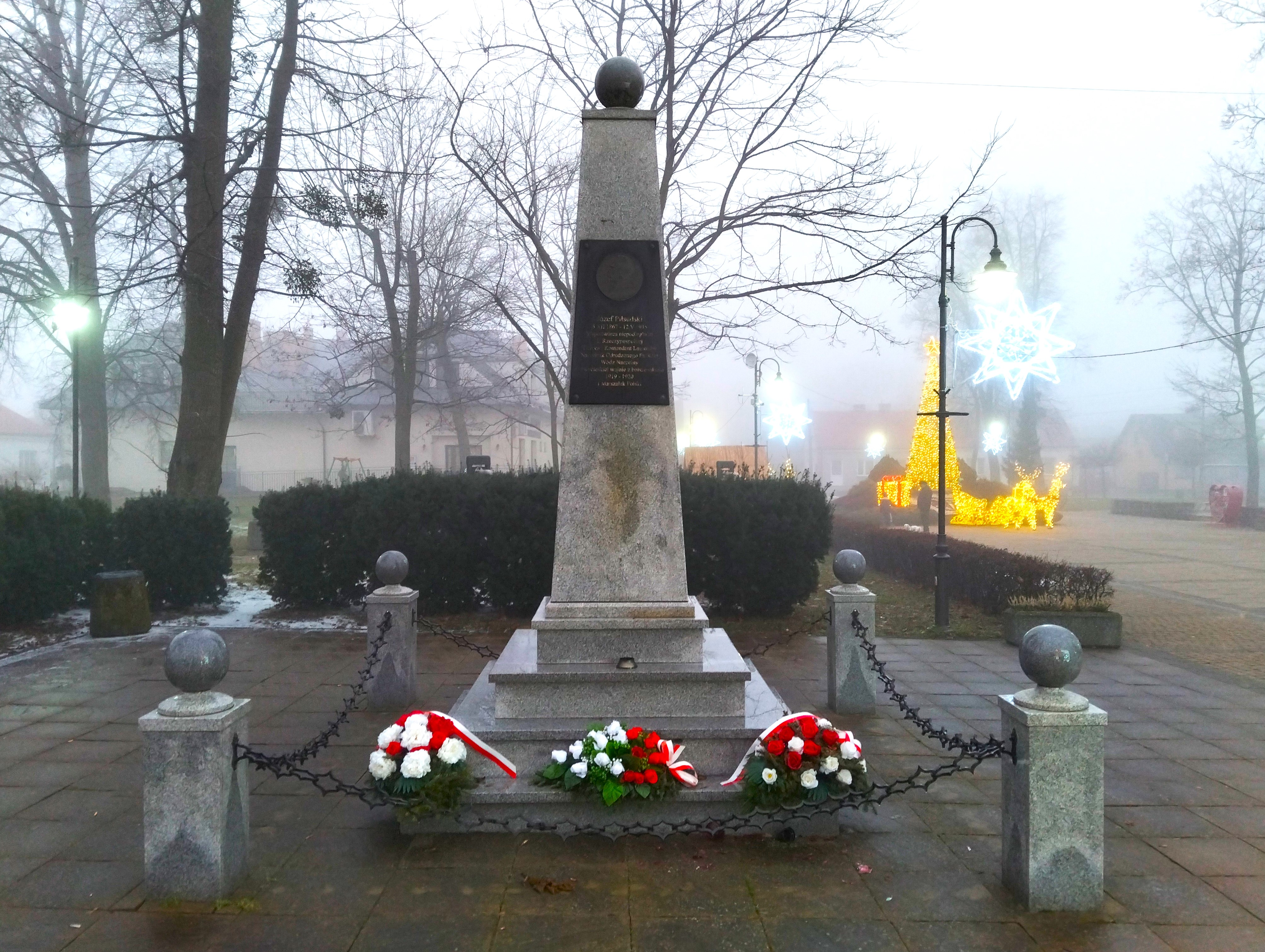
Pomnik Józefa Piłsudskiego

Modliborzyce – miasto w województwie lubelskim, w powiecie janowskim, położone na Równinie Biłgorajskiej.
Miejscowość ta od 1631 do 1869 roku posiadała prawa miejskie. W latach 1975–1998 administracyjnie należała do województwa tarnobrzeskiego. Od 1 stycznia 2014 ponownie jest miastem.
Miejscowa ludność wyznania katolickiego przynależy do Parafii św. Stanisława w Modliborzycach.
Miasto jest siedzibą miejsko-wiejskiej gminy Modliborzyce. Według danych GUS z 31 grudnia 2020 r. Modliborzyce liczyły 1459 mieszkańców.

## Etymologia nazwy
Nazwa miejscowości wywodzi się bezpośrednio od istniejących już Modliborzyc w powiecie opatowskim i pośrednio od staropolskiego dwuczłonowego imienia Modlibor. Pierwszy człon imienia Modlibor występuje w formie czasownikowej modli- (modlić, prosić), natomiast drugi człon jest rzeczownikowy bor (walka) oraz przez dodanie przyrostka ice. W źródłach historycznych z 1676 roku odnotowano zapis Modliborzyce parochia, oppidum, czyli w postaci geograficzno-ortograficznej dzisiejszej.

## Położenie
Historycznie położone są w Małopolsce (początkowo w ziemi sandomierskiej, a następnie w ziemi lubelskiej).
Modliborzyce położone są na pograniczu trzech regionów geograficznych: Wyżyny Lubelskiej, Kotliny Sandomierskiej i Roztocza. Jej południowa część wchodzi w skład parku krajobrazowego Lasy Janowskie, zaś północna znajduje się w granicach Roztoczańskiego obszaru chronionego krajobrazu. Charakterystyczne dla tych terenów jest występowanie długich, suchych dolin rozdzielających wzgórza, licznych wąwozów i jarów.

## Historia

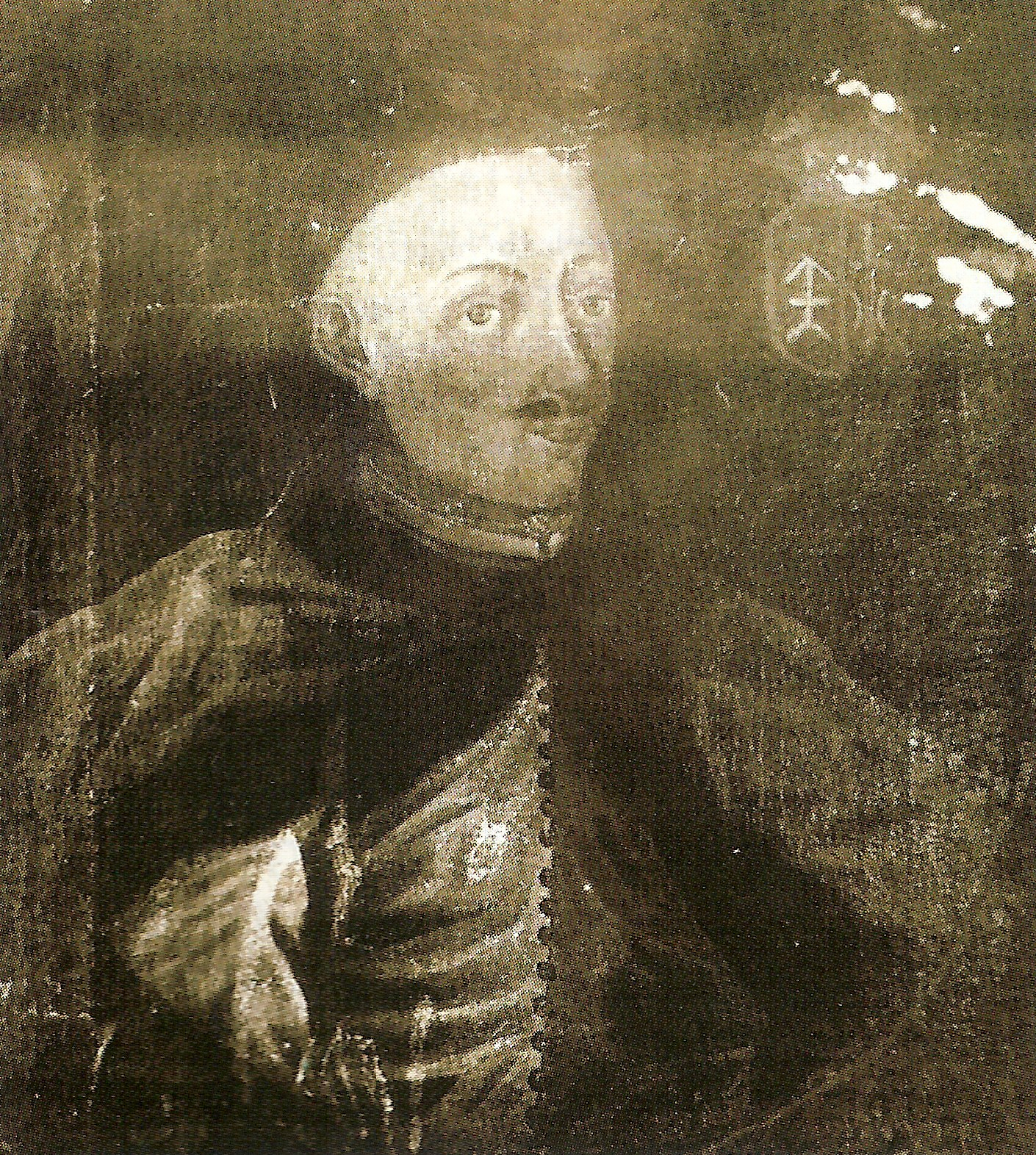
Stanisław Wioteski

Dzieje Modliborzyc rozpoczynają się 27 lutego 1631 roku. Wtedy to Stanisław Wioteski stolnik bełski herbu Rola uzyskał od króla Zygmunta III Waza przywilej założenia miasta na gruntach istniejącej już wcześniej wsi Słupie. 1 maja 1642 roku zakończono proces lokalizacji wydaniem przez Wioteskiego przywileju miasta Modliborzyce. W latach 1644–1664 w miejscowości trwała budowa kościoła pw. św. Stanisława Biskupa i Męczennika. Po Wioteskich właścicielem miasto został Mikołaj Słoniewski. W kolejnych latach na terenie Modliborzyc zaczęła rosnąć liczba ludności pochodzenia żydowskiego. Skutkiem tego była budowa synagogi przed rokiem 1690. Przemarsz jedenastu chorągwi wojska w 1697 roku poczynił duże szkody w mieście. Następnie w 1706 roku w Modliborzycach stacjonowały oddziały rosyjskie, które także negatywnie wpłynęły na miasto.
W XVII wieku miejscowość kilkakrotnie zmieniała właścicieli. Pierwszym z nich była rodzina Nahoreckich. Następnie Samuel Nahorecki podzielił Modliborzyce pomiędzy swoje córki Teofilę i Teresę. Poprzez śluby, następnymi współwłaścicielami miasta zostali: Wojciech Wiercieński (drugi mąż Teofili), oraz Antoni Doliński (trzeci mąż Teresy). Z czasem pomiędzy rodzinami wybuchł spór i po wielu procesach sądowych jedynymi właścicielami miasta zostali Dolińscy. Ponieważ Antoni Doliński nie posiadał syna, w 1811 roku dziedzicem Modliborzyc został jego bratanek Feliks Doliński (sędzia Trybunału Lubelskiego, poseł na sejm). Ostatnimi właścicielami miasta zostali bracia Gorzkowscy (Edmund i Władysław).
Duże szkody w Modliborzycach wyrządziły dwa pożary: w 1804, a następnie w 1841 roku. Kilka lat później w 1855 roku w mieście wybuchła epidemia cholery która zdziesiątkowała mieszkańców.
W 1863 roku podczas Powstania Styczniowego Ignacy Solman (właściciel Wolicy) wraz z dziedzicami okolicznych majątków ziemskich zorganizował oddział powstańczy (około 50 osób). W trakcie marszu na Janów Lubelski doszło do potyczki. Wskutek zdrady oddział został rozbity, a Ignacy Solman zabity przez Kozaków kilka dni po tym wydarzeniu.
Na skutek represji popowstańczych w 1869 roku Modliborzyce utraciły prawa miejskie i zostały włączone do gminy Modliborzyce (istniejącej od 1864 roku). Jednak mimo to miejscowość nie przestała się rozwijać. Pod koniec XIX wieku powstała apteka i warzelnia miodu. 18 maja 1913 roku władze gubernialne wydały pozwolenie na utworzenie Towarzystwa Ogniowego.
Mieszkańcy Modliborzyc brali udział w wojnie polsko-bolszewickiej.
11 listopada 1928 roku w dziesiątą rocznicę odzyskania przez Polskę niepodległości władze gminy ufundowały tablicę upamiętniającą mieszkańców gminy, którzy oddali swoje życie podczas I wojny światowej. Została umieszczona na ścianie kościoła. Dziś możemy podziwiać jej zrekonstruowaną wersję z 2005 roku.
We wrześniu 1939 roku Modliborzyce zostały dwa razy zbombardowane (8 i 15 września 1939). W wyniku nalotów zginęło około 87 osób, a większa część zabudowań została zniszczona. W 1940 roku do Modliborzyc przywieziono z Wiednia około 1200 Żydów. Na skutek biedy część z nich zmarła z głodu. W październiku ludność żydowska została przewieziona do Zaklikowa, a stamtąd do obozu zagłady w Bełżcu. Również w 1940 r. na terenie miejscowości powstały pierwsze komórki konspiracyjnej Polskiej Organizacji Zbrojnej. Rozwijała ona swą działalność do 26 sierpnia 1942 r., kiedy to po jej wykryciu Niemcy spacyfikowali Modliborzyce. W latach następnych w okolicy aktywnie działały oddziały BCh, AK, GL i AL. 5 października 1943 roku Modliborzyce przez kilka godzin znajdowały się w ręku oddziałów Gwardii Ludowej – „Lemiszewskiego” Karola Lemichow – Herzenberga i „Grzybowskiego” Władysława Skrzypka. Zniszczyły one wyposażenie Urzędu Gminy, poczty i mleczarni. W marcu 1944 roku oddział NOW AK Ojca Jana zaatakował posterunek granatowej policji. W kwietniu natomiast kolejnego ataku na miejscowość dokonały połączone oddziały AL pod dowództwem Aleksandra Szymańskiego i partyzantki radzieckiej S. Sankowa. Niemcy opuścili ostatecznie Modliborzyce w lipcu tego roku.
Po wojnie nastąpił rozwój miejscowości. W roku 1945 przeprowadzono Elektryfikację. Odbudowano szkołę zniszczoną w trakcie bombardowania. W ciągu kilkunastu kolejnych lat w Modliborzycach zaczynają funkcjonować: ośrodek zdrowia, nadleśnictwo, przedszkole, kino i Państwowe Gospodarstwo Rybne. Dom Kultury rozpoczął swoją działalność w budynku dawnej synagogi.
1 stycznia 2014 Modliborzyce odzyskały status miasta.

## Zabytki i atrakcje turystyczne

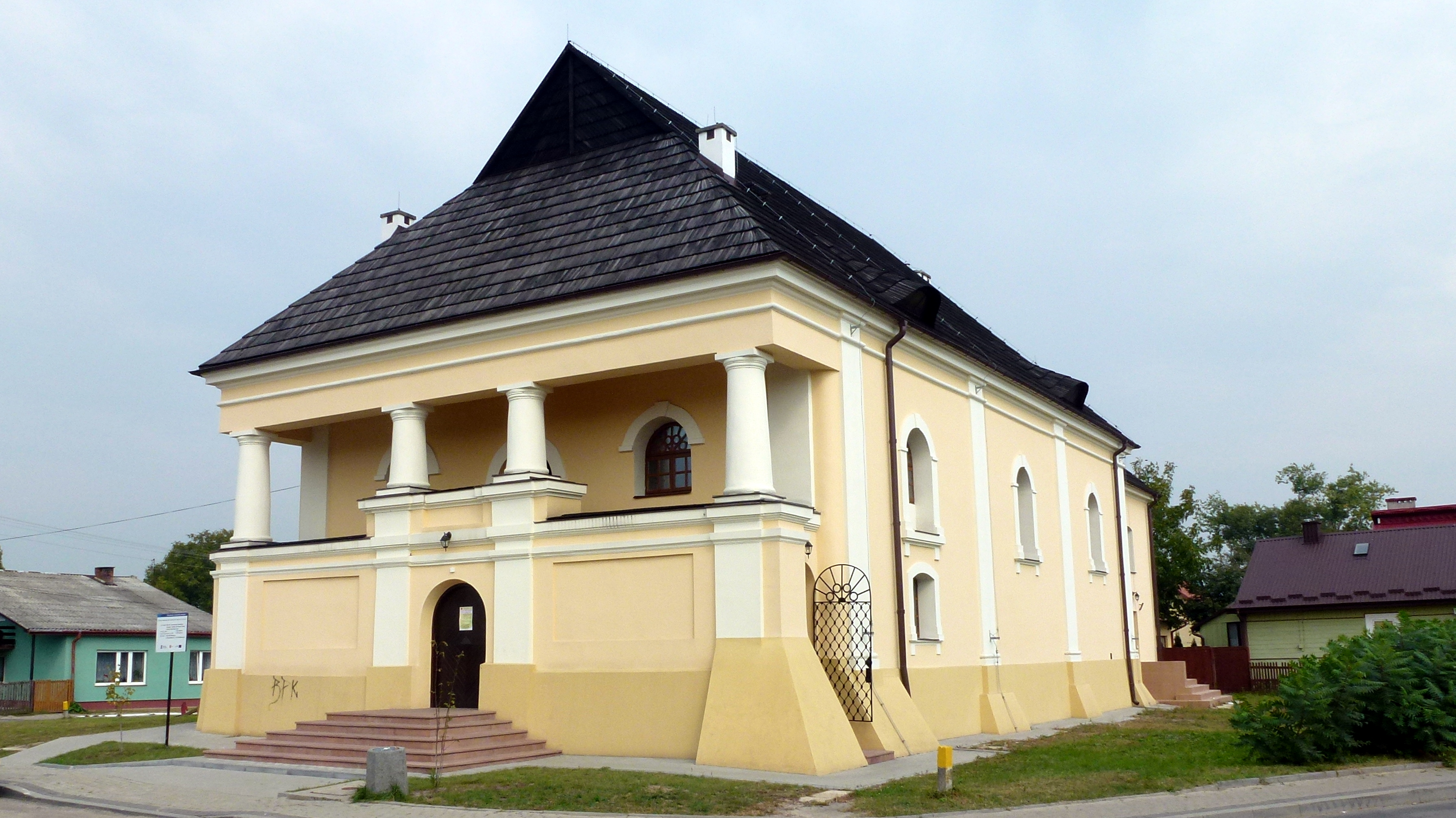
Synagoga w Modliborzycach

Ze względu na swoje położenie geograficzne, Modliborzyce to miejscowość o dużych walorach turystycznych. Lasy, oraz wspaniałe rozciągające się pola stanowią bardzo ważny element krajobrazu.
Zdecydowanie najważniejszym zabytkiem w Modliborzycach jest kościół parafialny. Jego budowa trwała od 1644 do 1664 roku. W pobliżu niego znajduje się dzwonnica pochodząca z 1775 roku. Następnym zabytkiem jest synagoga wybudowana w okolicach 1760 roku. Obecnie pełni ona funkcję Gminnego Ośrodka Kultury (w skrócie GOK).

### Szlaki turystyczne
- Szlak Renesansu Lubelskiego